# Ophiomyia spenceri
Ophiomyia spenceri este o specie de muște din genul Ophiomyia, familia Agromyzidae, descrisă de Cerny în anul 1985. Conform Catalogue of Life specia Ophiomyia spenceri nu are subspecii cunoscute.